# Мачевање на Летњим олимпијским играма 1896.
Такмичење у мачевању је на Олимпијским играма 1896. одржано у три дисцилине флорет и сабља за аматере и флорет за професионалне тренере. Борбе су се одржавале у Зепиону 7. и 9. априла у организацији Пододбора МОК за мачевање. Учествовало је 15 такмичара из 4 земље. Борбе су се водиле до 3 победе.

## Земље учеснице
- Аустрија (1)
- Данска (1)
- Француска (4)
- Грчка {9}

## Освајачи медаља
| Дисциплина                             |                              |                            |                                     |
| флорет детаљи                          | Ежен Анри Гравелот Француска | Анри Кало Француска        | Перикле Пјеракос Мавромихалис Грчка |
| Флорет за професионалне тренере детаљи | Леонидас Пиргос Грчка        | Жан Морис Пероне Француска | нико                                |
| сабља детаљи                           | Јоанис Јоргидис Грчка        | Телемахос Каракалос Грчка  | Холгер Нилсен · Данска              |

### Биланс медаља
Медаље су додељене ретроактивно од МОК, јер су на Олимпијским играма 1896. медаље добијали само победници сребрну, другопласирани бронзану, а трећи нису добијали никакву награду.
|    | Држава     |   |   |   |   |
| -- | ---------- | - | - | - | - |
| 1. | Грчка      | 2 | 1 | 1 | 4 |
| 2. | Француска  | 1 | 2 | 0 | 3 |
| 3. | Данска     | 0 | 0 | 1 | 1 |
|    | Укупно (3) | 3 | 3 | 2 | 8 |